# Auzeville-Tolosane
Auzeville-Tolosane è un comune francese di 3 529 abitanti situato nel dipartimento dell'Alta Garonna nella regione dell'Occitania.

## Società

### Evoluzione demografica
Abitanti censiti